# André Brissaud
André Brissaud (* 8. November 1920 in Épernay, Frankreich; † 11. April 1996 in Paris) war ein französischer Historiker, Journalist und Buchautor.
Brissaud studierte Geschichte und Philosophie an der Sorbonne, Paris. Seine Bücher zu Themen der Zeitgeschichte wurden in zahlreiche Sprachen übersetzt. Zu seinen bekanntesten Werken gehören Biographien über Wilhelm Canaris, Benito Mussolini und Josef Stalin.

## Werke (Auswahl)
- Canaris. Legende und Wirklichkeit („Canaris. Le petit admiral, prince de l’espionage allemand (1887–1945)“). Societäts-Verlag, Frankfurt am Main 1976, ISBN 3-7973-0287-8 (mehrere Neuauflagen)
- Mussolini. Perrin, Paris 1983.

1. La montée du fascisme. ISBN 2-262-00277-0.
2. La folie du pouvoir. ISBN 2-262-00278-9.
3. L’agonie ou bord des lac. ISBN 2-262-00279-7.

- Die SD-Story. Hitlers Geheimarmee, Mord auf Bestellung. Neue Diana-Press, Zürich 1975, ISBN 3-87158-281-6 (Neuauflage: Manfred Pawlak Verlag, Herrsching 1980).
- Staline. 30 millions de morts pour un empire. Lattès, Paris 1974.